# 湯築城

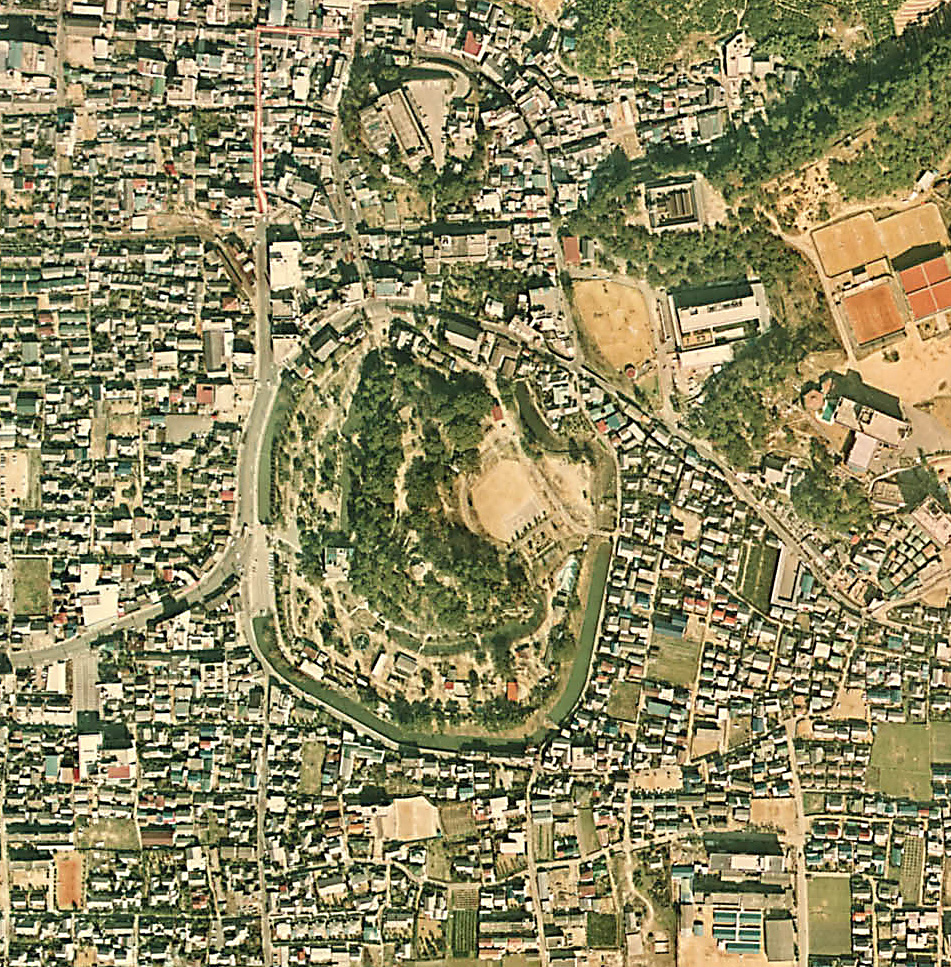
湯築城的航空照片
（1974年攝影・國土航空寫真）

湯築城是愛媛縣松山市道後町的縣立道後公園内有一河野氏之城堡。目前僅存護城河和土壘。是日本國家指定史跡。